# Virslīga 2005
L'edizione 2005 della Virslīga fu la 14ª del massimo campionato lettone di calcio dalla ritrovata indipendenza e la 31ª con questa denominazione; vide la vittoria finale dello Metalurgs, giunto al suo primo titolo, interrompendo, così, la serie di 13 (14 se si considera anche l'ultimo campionato sovietico lettone) vittorie consecutive dello Skonto.
Per la prima volta il torneo fu anche conosciuto come LMT Virslīga, per via della sponsorizzazione della Latvijas Mobilais Telefons, locale compagnia telefonica.
Capocannoniere del torneo fu Igors Sļesarčuks (Venta/Ventspils), con 18 reti.

## Stagione

### Novità
L'indisponibilità dello Zibens/Zemessardze (squadra prima tra quelle non riserve di 1. Līga) ad iscriversi portò ad una carenza nell'organico, con il solo Venta promosso al posto delle retrocesse Auda Riga e Ditton. Ciò spinse la Federazione a fondare un nuovo club, l'Olimps Riga, formato prelevando gli Under-23 delle squadre riserve di Skonto, del Metalurgs Liepaja e del Ventspils, che per altro erano le prime tre classificate della 1. Līga 2004. Viceversa il Venta, vincitore dei play-off, prese regolarmente il via al posto del Ditton.

### Formula
La formula rimase immutata: le 8 squadre si incontrarono in due turni di andata e due di ritorno un totale di 28 incontri. Erano assegnati tre punti alla vittoria, un punto al pareggio e zero per la sconfitta.
La squadra ultima classificata retrocedeva in 1. Līga, mentre la penultima disputava uno spareggio (in gara unica) con la seconda classificata di 1. Līga.

## Squadre partecipanti
| Squadra           | Città      | Stagione precedente                                        |
| ----------------- | ---------- | ---------------------------------------------------------- |
| Dinaburg          | Daugavpils | 4° in Virslīga                                             |
| Jūrmala           | Jūrmala    | 5° in Virslīga                                             |
| Metalurgs Liepāja | Liepāja    | 2° in Virslīga                                             |
| Olimps Rīga       | Rīga       | Squadra di nuova istituzione                               |
| Rīga              | Rīga       | 6° in Virslīga                                             |
| Skonto            | Rīga       | Campione lettone                                           |
| Venta             | Kuldīga    | 5° in 1. Līga, vince i play-off contro il Ditton, promosso |
| Ventspils         | Ventspils  | 3° in Virslīga                                             |

## Classifica finale
|                     | Pos. | Squadra           | Pt | G  | V  | N | P  | GF | GS | DR  |
| ------------------- | ---- | ----------------- | -- | -- | -- | - | -- | -- | -- | --- |
| Lettonia (bandiera) | 1.   | Metalurgs Liepāja | 71 | 28 | 22 | 5 | 1  | 85 | 19 | +66 |
|                     | 2.   | Skonto            | 58 | 28 | 17 | 7 | 4  | 59 | 25 | +34 |
|                     | 3.   | Ventspils         | 55 | 28 | 16 | 7 | 5  | 56 | 30 | +26 |
|                     | 4.   | Dinaburg          | 35 | 28 | 9  | 8 | 11 | 37 | 43 | -6  |
|                     | 5.   | Rīga              | 38 | 28 | 9  | 7 | 12 | 32 | 46 | -14 |
|                     | 6.   | Jūrmala           | 32 | 28 | 9  | 5 | 14 | 37 | 38 | -1  |
|                     | 7.   | Olimps Rīga       | 19 | 28 | 5  | 4 | 19 | 24 | 68 | -44 |
|                     | 8.   | Venta             | 9  | 28 | 2  | 3 | 23 | 18 | 79 | -61 |

### Play off
| Rīga 11 novembre 2005                                                       | Olimps Rīga | 0 – 2                                     | Ditton | (500 spett.) |
| \| \| \| \| \| \| Marcatori \| 52’ Tamazi Pertia 90'+2’ Giorgi Modebadze \| |             |                                           |        |              |
|                                                                             |             |                                           |        |              |
|                                                                             | Marcatori   | 52’ Tamazi Pertia 90'+2’ Giorgi Modebadze |        |              |

### Verdetti
- Liepājas Metalurgs Campione di Lettonia 2005 e qualificato al 1º turno preliminare della Champions League.
- Skonto ammesso al 1º turno preliminare di Coppa UEFA.
- Ventspils ammesso al 1º turno preliminare di Coppa UEFA come vincitore della Coppa di Lettonia.
- Dinaburg ammesso al primo turno della Coppa Intertoto 2006.
- Olimps e Venta retrocesse in 1. Līga 2006.